# Eumecacris collaris
Eumecacris collaris är en insektsart som först beskrevs av Bruner, L. 1913.  Eumecacris collaris ingår i släktet Eumecacris och familjen gräshoppor. Inga underarter finns listade i Catalogue of Life.